# Nikolaus Groß

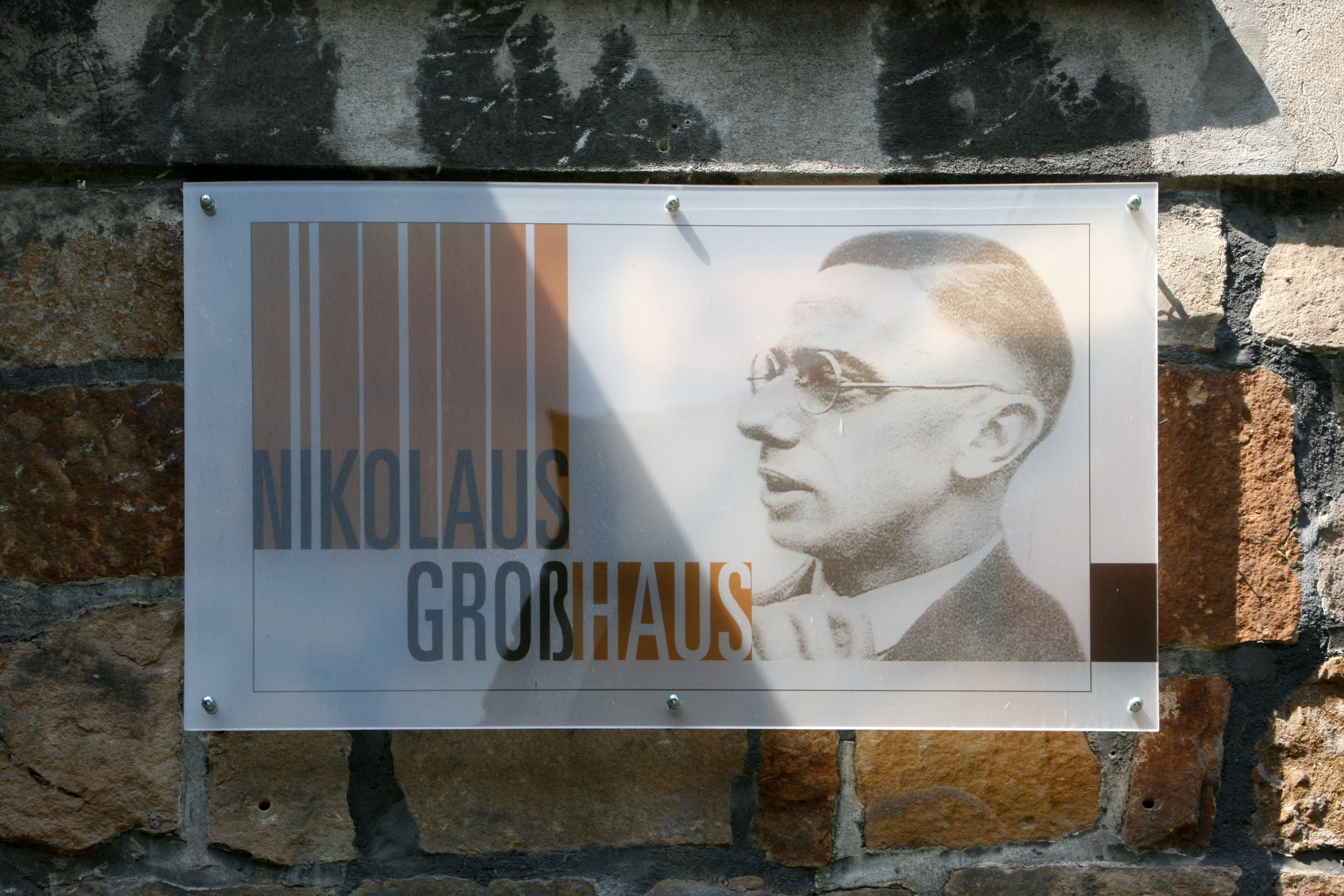
Schild am Nikolaus-Groß-Haus in Niederwenigern, im Juli 2010

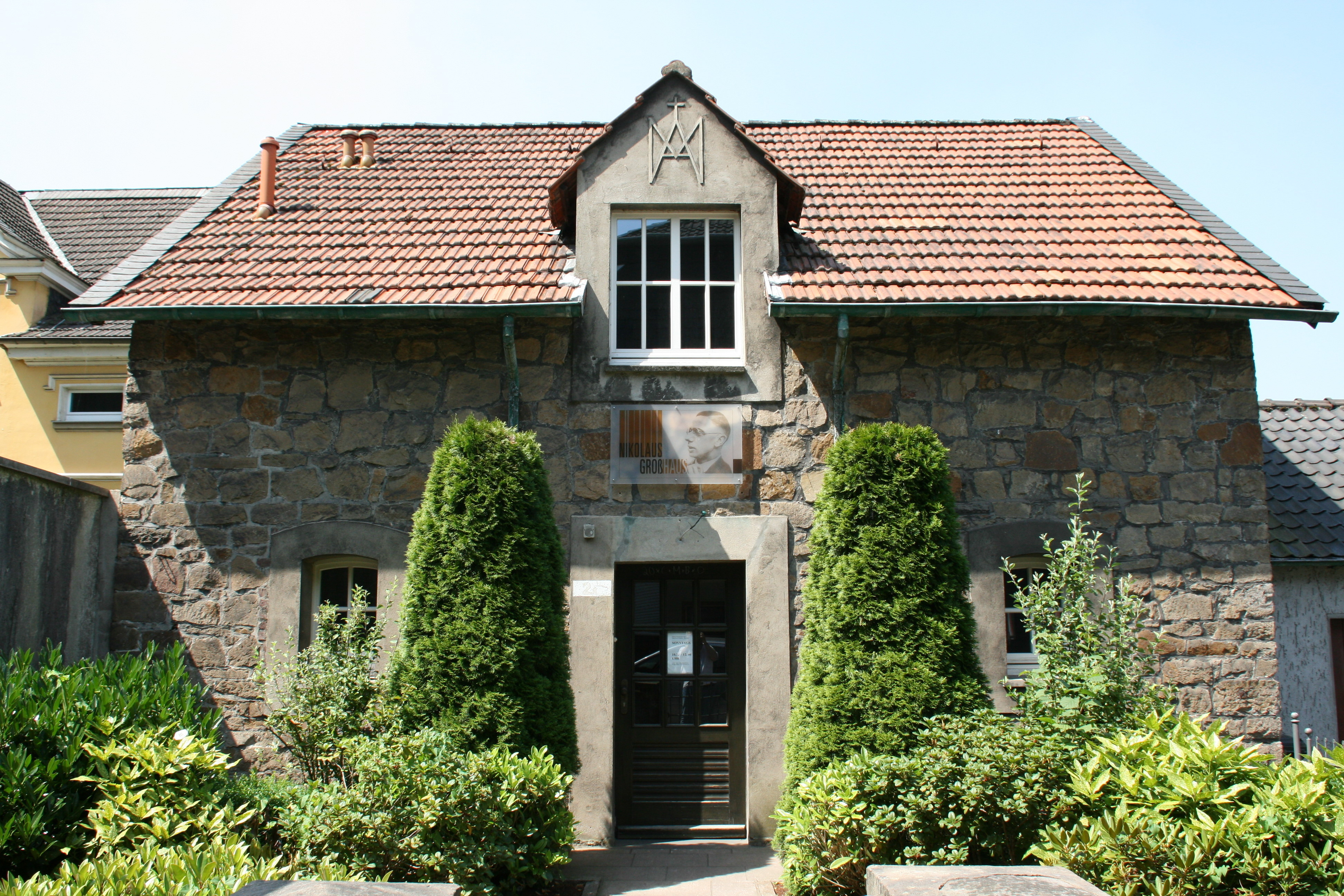
Nikolaus-Groß-Haus, Niederwenigern, im Juli 2010

Nikolaus Groß (* 30. September 1898 in Niederwenigern, heute Hattingen; † 23. Januar 1945 in Berlin-Plötzensee) war ein deutscher christlicher Gewerkschafter, führend in der Katholischen Arbeiterbewegung (KAB), Widerstandskämpfer gegen den Nationalsozialismus und NS-Opfer.
Am 7. Oktober 2001 wurde Nikolaus Groß von Papst Johannes Paul II. auf dem Petersplatz seliggesprochen. Das Martyrologium Romanum aus dem Jahr 2004 verzeichnet den 15. Januar als seinen Gedenktag. Das Directorium des Erzbistums Köln sieht die jährliche liturgische Feier für seinen Todestag am 23. Januar vor.

## Leben
Geboren wurde Nikolaus Groß am 30. September 1898 in der elterlichen Mietwohnung im „Haus Nr. 8“ (Beiskenshaus) von Niederwenigern. Laut Taufregister von St. Mauritius Nr. 458/1898 wurde er auf den Namen „Nikolaus-Franz“ getauft. Er besuchte von 1905 bis 1912 die katholische Volksschule in Niederwenigern. Von 1912 bis 1914 arbeitete er als Jungarbeiter im Blechwalz- und Röhrenwerk der Firma Weppen in Altendorf/Ruhr (heute Essener Stadtteil Burgaltendorf), von 1915 bis 1919 arbeitete er auf der Zeche Dahlhauser Tiefbau. 1917 trat Nikolaus Groß in den Gewerkverein christlicher Bergarbeiter Deutschlands ein, eine im Volksverein für das katholische Deutschland organisierte Gewerkschaft, und bildete sich dort in Abendkursen und Rednerschulungen fort. 1918 trat er in die Zentrums-Partei ein.
1920 gab er den Bergmannsberuf auf und wurde Jugendsekretär beim Gewerkverein christlicher Bergarbeiter in Oberhausen. Von Juli 1921 bis Mai 1922 arbeitete er als Hilfsredakteur bei der Verbandszeitung, dem Bergknappen, in Essen und nahm Gewerkschaftsarbeit im Mansfelder Kupferschieferbergbau (bei Eisleben im Harz) wahr. Von Juni 1922 bis Oktober 1922 war er kurzzeitig Gewerkschaftssekretär in Waldenburg in Niederschlesien und arbeitete danach von November 1922 bis November 1924 als Bezirksleiter des Gewerkschaftsvereins christlicher Bergarbeiter für den Bezirk Zwickau (Sachsen). Von Dezember 1924 bis Dezember 1926 arbeitete er als Gewerkschaftssekretär in Bottrop.
Im Januar 1927 wechselte Nikolaus Groß als Redakteur zur Westdeutschen Arbeiterzeitung, dem Verbandsorgan der Katholischen Arbeiterbewegung (KAB) Westdeutschlands, und wurde bald deren Hauptschriftleiter und Chefredakteur. Die Westdeutsche zeichnete sich durch einen dem Nationalsozialismus gegenüber kritischen Kurs aus. Nach den Märzwahlen 1933 wurde die Zeitung für drei Wochen verboten. Zum Jahreswechsel 1935 in Kettelerwacht umbenannt, wurde sie am 19. November 1938 endgültig verboten. Nikolaus Groß übernahm die Verbandsleitung der KAB Düsseldorf, deren Sekretär zur Wehrmacht einberufen worden war. Seine Tätigkeit war mit vielen Reisen verbunden, was ihm bei seiner künftigen Widerstandstätigkeit behilflich war, und er vertrat die KAB auf katholischen Konferenzen. Ab 1937 arbeitete er als Herausgeber der Zweiwochenzeitschrift St.-Nikolaus-Blatt für die Flussschiffermission und übernahm 1939 die Verbandsleitung der KAB im Kettelerhaus in Köln.

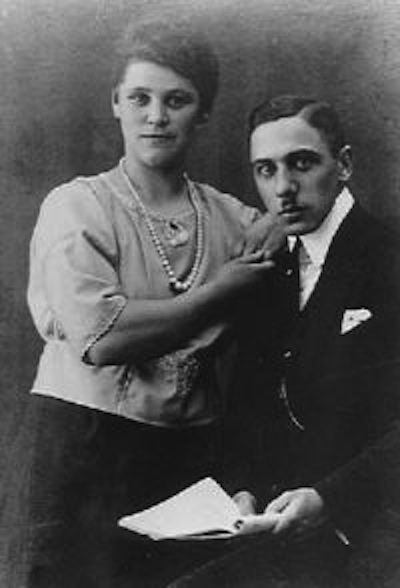
Nikolaus mit seiner Verlobten Elisabeth Koch, am Tag der Verlobung (1922)

Bereits seit 1927 engagierte sich Nikolaus Groß zusammen mit Jakob Kaiser, Otto Müller, Josef Jakob und Bernhard Letterhaus im Widerstand gegen den Nationalsozialismus. Mit guten Freunden aus KAB, Christlichen Gewerkschaften, Zentrum u. a. beriet er im Kölner Kreis, der sich in der Verbandszentrale der KAB, dem Kettelerhaus in Köln, traf, spätestens seit 1942 über Alternativen zum NS-Regime. Der Kölner Kreis arbeitete eng mit dem Berliner Kreis um Carl Friedrich Goerdeler zusammen und beteiligte sich an dessen Personalplanungen für die Zeit nach Hitler. Am 12. August 1944 wurde Nikolaus Groß in Zusammenhang mit dem Attentat vom 20. Juli verhaftet, obwohl er nicht daran beteiligt war. Am 15. Januar 1945 fand die Verhandlung vor dem Volksgerichtshof unter dem Vorsitz Roland Freislers statt. Der Kernsatz von Freislers Todesurteil gegen Groß lautete: „Er schwamm mit im Verrat, muss folglich auch darin ertrinken.“ Im Anschluss daran wurde er sofort nach Plötzensee gebracht, wobei ihm seine Ehefrau nachfuhr. Sie hatten am 18. Januar 1945 im Beisein eines SS-Mannes lediglich 15 Minuten Zeit, sich voneinander zu verabschieden. Er sagte noch zu ihr:

„Sucht nachher nicht nach meinem Leichnam. Ihr werdet ihn nicht finden. Wir werden alle verbrannt. Und dennoch wird uns der Herr auferstehen lassen.“

Am 23. Januar 1945 wurde er in Plötzensee hingerichtet, was zunächst – auch vor der Familie – geheim gehalten wurde. Nach ihrer Rückkehr nach Köln am 23. Januar 1945 bat Elisabeth Groß in ihrer Heimatgemeinde den Geistlichen Hans Valks um Hilfe. Dieser formulierte daraufhin ein Gnadengesuch und brachte es am 30. Januar 1945 persönlich mit dem Fahrrad dem Kölner Erzbischof Joseph Frings nach Bad Honnef. Frings schickte das Schreiben dem Reichsjustizminister Otto Georg Thierack, um sich für Nikolaus Groß einzusetzen, nicht ahnend, dass das Todesurteil bereits vollstreckt worden war. Die Rechnungen über die Verteidigungs- und Hinrichtungskosten sandte man später der Witwe zu. Seinen Abschiedsbrief vom 21. Januar 1945 erhielt die Familie erst im Juli 1945. Darin standen folgende letzte Worte, mit denen er sich von seiner Frau verabschiedet hatte:

„Auf Wiedersehen in einer besseren Welt.“

Nach dem Bekanntwerden der Ermordung wurde für ihn – entgegen einem Verbot – durch den Priester Hans Valks in der Pfarrkirche St. Agnes eine Totenmesse gelesen: „...für Nikolaus Groß, der am 23. Januar von roher Gewalt dem Leben entrissen wurde.“

## Familie
Groß war seit dem 23. Mai 1923 mit Elisabeth Groß geb. Koch (* 11. März 1901 in Niederwenigern, heute Hattingen; † 21. Februar 1972 in Köln), verheiratet. Das Paar hatte sieben Kinder: Nikolaus Heinrich (* 1924, 1943 vermisst, 1948 aus sowjetischer Gefangenschaft zurückgekehrt, † 2005), Bernhardine Elisabeth (* 1926, † 2015), Marianne (* 1927, † 2020), Liesel (* 1929, † 2001), Alexander (* 1931, † 2019), Bernhard (* 1934, † 2019), Helene (* 1939).
Der Sohn Alexander hat sich anlässlich der Seligsprechung seines Vaters diesbezüglich im Jahr 2001 kritisch geäußert. Er sah darin eine unzulässige Vereinnahmung des Widerstandskämpfers gegen den Nationalsozialismus durch die Kirche, weil sie nach seiner Meinung damit nicht nur in erster Linie den „glaubensstarken Christen“ würdigen und vom eigenen Versagen ablenken wollte, sondern damit auch versuchte, sich selbst als einen „Ort des Widerstandes“ erscheinen zu lassen. Sein Vater sei seiner Meinung nach nicht nur ein frommer Märtyrer der Zeit des Nationalsozialismus, sondern ein Mann des Widerstands gegen Hitler gewesen. Der Vatikan habe mit dieser Erhebung seine eigene Feigheit während der Kriegsjahre vertuscht.

## Ehrungen

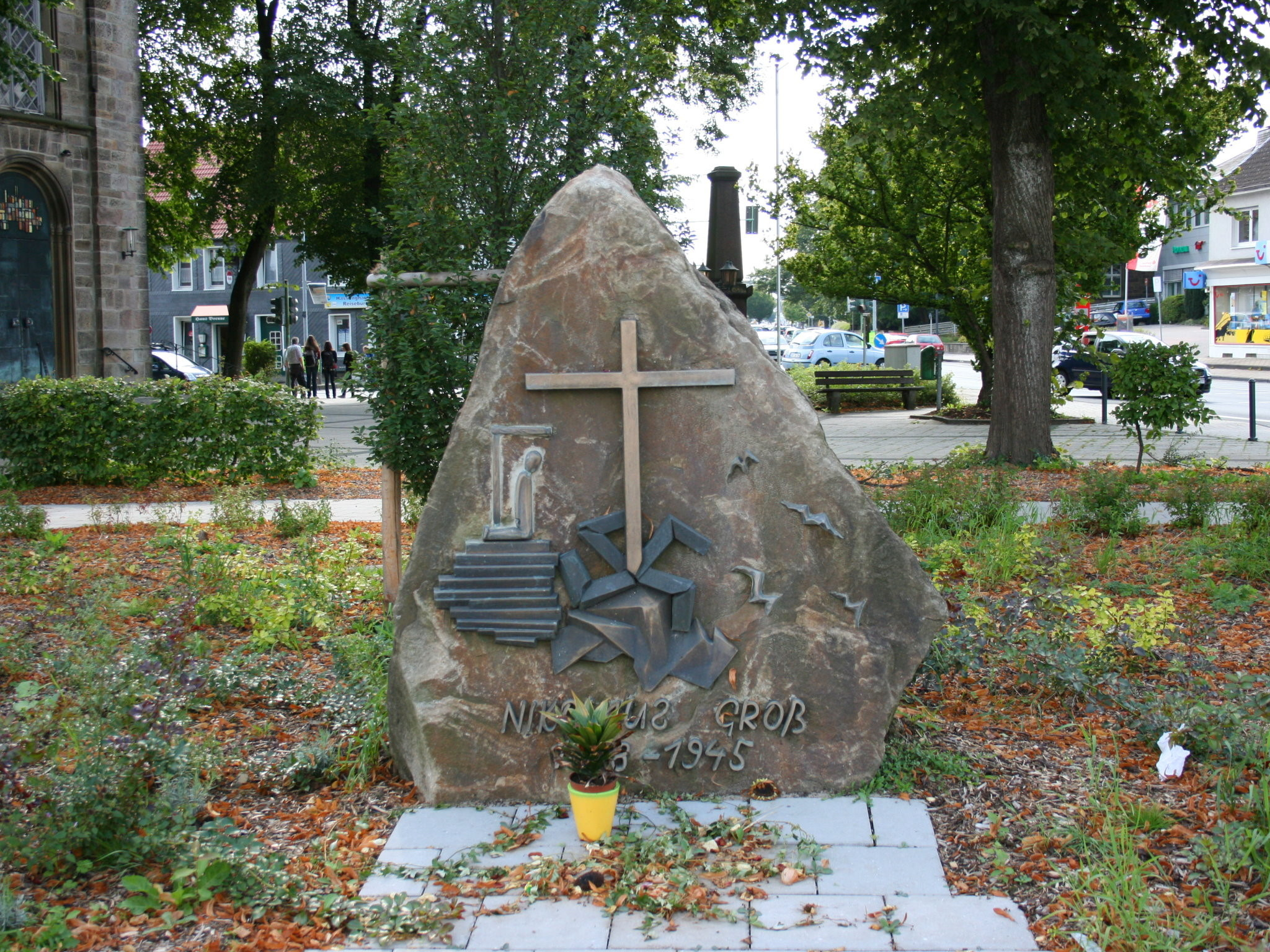
Denkmal für Nikolaus Groß am Nikolaus-Groß-Platz in Sprockhövel-Haßlinghausen (2008)

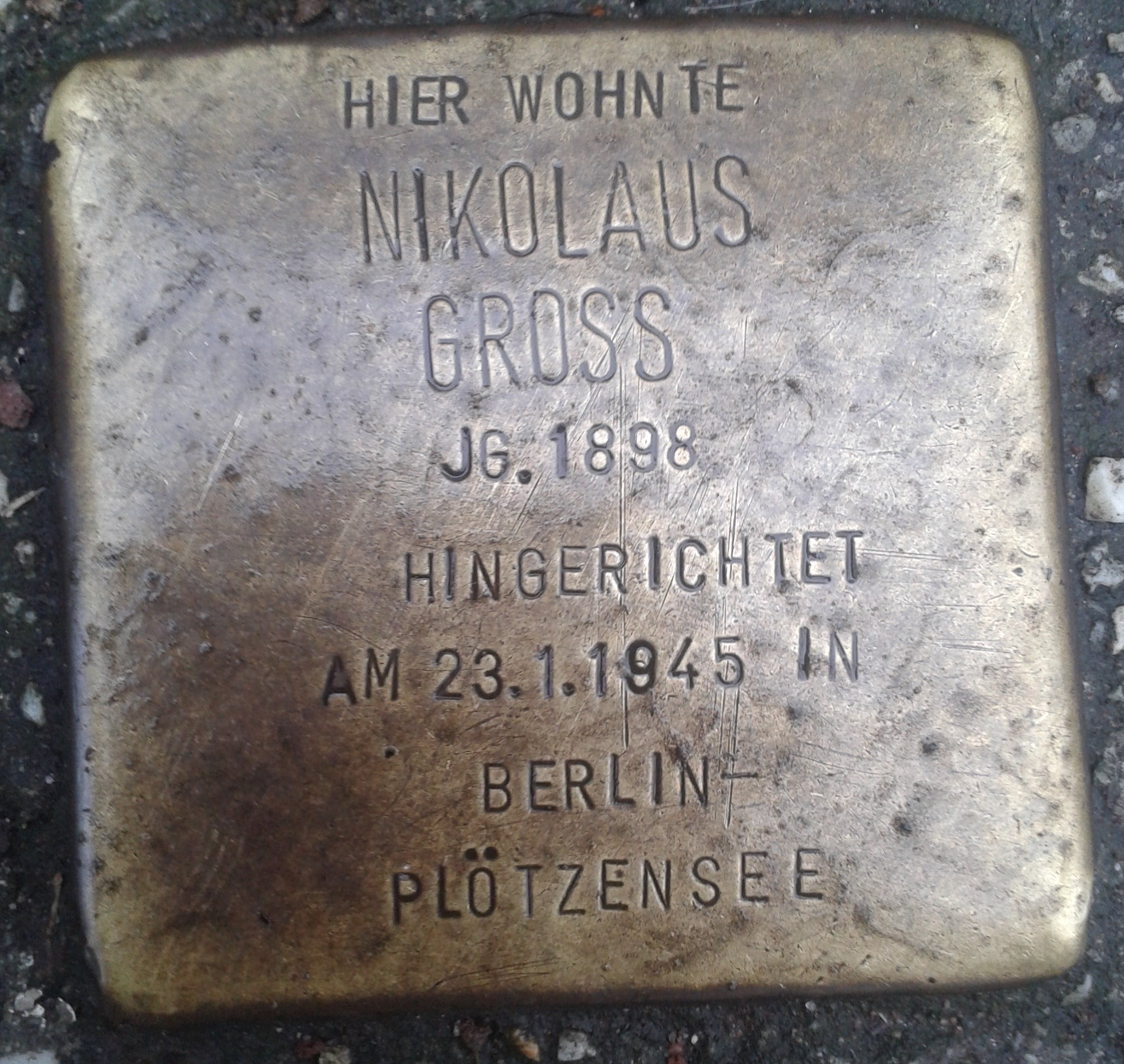
Stolperstein in Köln (Nikolaus-Groß-Str. 6a)

In Niederwenigern ist ihm ein Museum gewidmet. Die südliche Seitenschiffskapelle des Essener Münsters ist seit dem 10. Oktober 2004 Nikolaus Groß gewidmet. In der Nähe der Hinrichtungsstätte Plötzensee erinnert aus Anlass seines 68. Geburtstags der Nikolaus-Groß-Weg an ihn.
In Gelsenkirchen-Buer erinnert seit dem 26. Oktober 2003 an der Propsteikirche St. Urbanus eine Gedenkstätte aus Stein an Nikolaus Groß.
In Köln wurde 1948 die Rheydter Straße zu seinen Ehren in Nikolaus-Groß-Straße umbenannt. Ebenso gibt es eine Nikolaus-Groß-Straße in Bonn, Essen, Krefeld, Gelsenkirchen, Duisburg, Langenfeld (Rheinland), Leverkusen, Oberhausen, Dinslaken, Bottrop, Bocholt, Viersen, Mönchengladbach, Lingen (Ems), Paderborn-Elsen und in Menden (Sauerland). Auch in den Orten Künzell nahe Fulda, Hamminkeln, Schloß Holte-Stukenbrock und Rietberg wurden Straßen Nikolaus-Groß-Straße genannt, des Weiteren existieren eine Nikolaus-Groß-Grundschule sowie eine -Straße im Ort Bösperde, eine Nikolaus-Groß-Hauptschule in Lünen und ein Nikolaus-Groß-Weg in Berlin-Charlottenburg-Nord und Mülheim an der Ruhr. Ebenfalls gibt es eine Nikolaus-Groß-Straße in Eicker-Wiesen (Vorort der Stadt Moers) sowie in Lüdinghausen, Nottuln (beide im Kreis Coesfeld) und in Münster. Im Jahr 1989 benannte das Bistum Trier seine private Grund- und Hauptschule (jetzt Gemeinschaftsschule) in Lebach zu Ehren von Nikolaus Groß „Nikolaus-Groß-Schulen“. Das 1959 gegründete Bischöfliche Abendgymnasium in Essen wurde 1995 durch den zweiten Ruhrbischof Hubert Luthe in Bischöfliches Nikolaus Groß Abendgymnasium umbenannt. Die Gemeinde „Seliger Nikolaus Groß“ in Grumme wurde 2002 als erste nach dem Seligen benannt.
Im Jahre 1998 entstand in der Mülheimer Kirchengemeinde St. Barbara auf Anregung des damaligen Essener Bischofs Hubert Luthe ein dreistündiges Musical über seine Lebensgeschichte (Text: Manfred von Schwartzenberg, Musik: Burkard Maria Kölsch), das bis zum Jahre 2016 insgesamt 70 Mal aufgeführt wurde und Zuschauer aus ganz Deutschland anzog. Ebenso entstand dort das Nikolaus-Groß-Lied, das im Gesangbuch Halleluja des Bistums Essen abgedruckt ist.
Im Bistum Essen wurde am 23. Januar 2002 der Initiativkreis Nikolaus Groß vom Ruhrbischof Hubert Luthe ins Leben gerufen.
Seit dem 1. Januar 2010 haben sich drei KAB-Verbände in Bottrop zu der „KAB Nikolaus Groß Bottrop“ zusammengeschlossen. Hierdurch soll die Verbundenheit der KAB zu Nikolaus Groß und sein Wirken als Gewerkschaftssekretär unter anderem in Bottrop hervorgehoben werden.

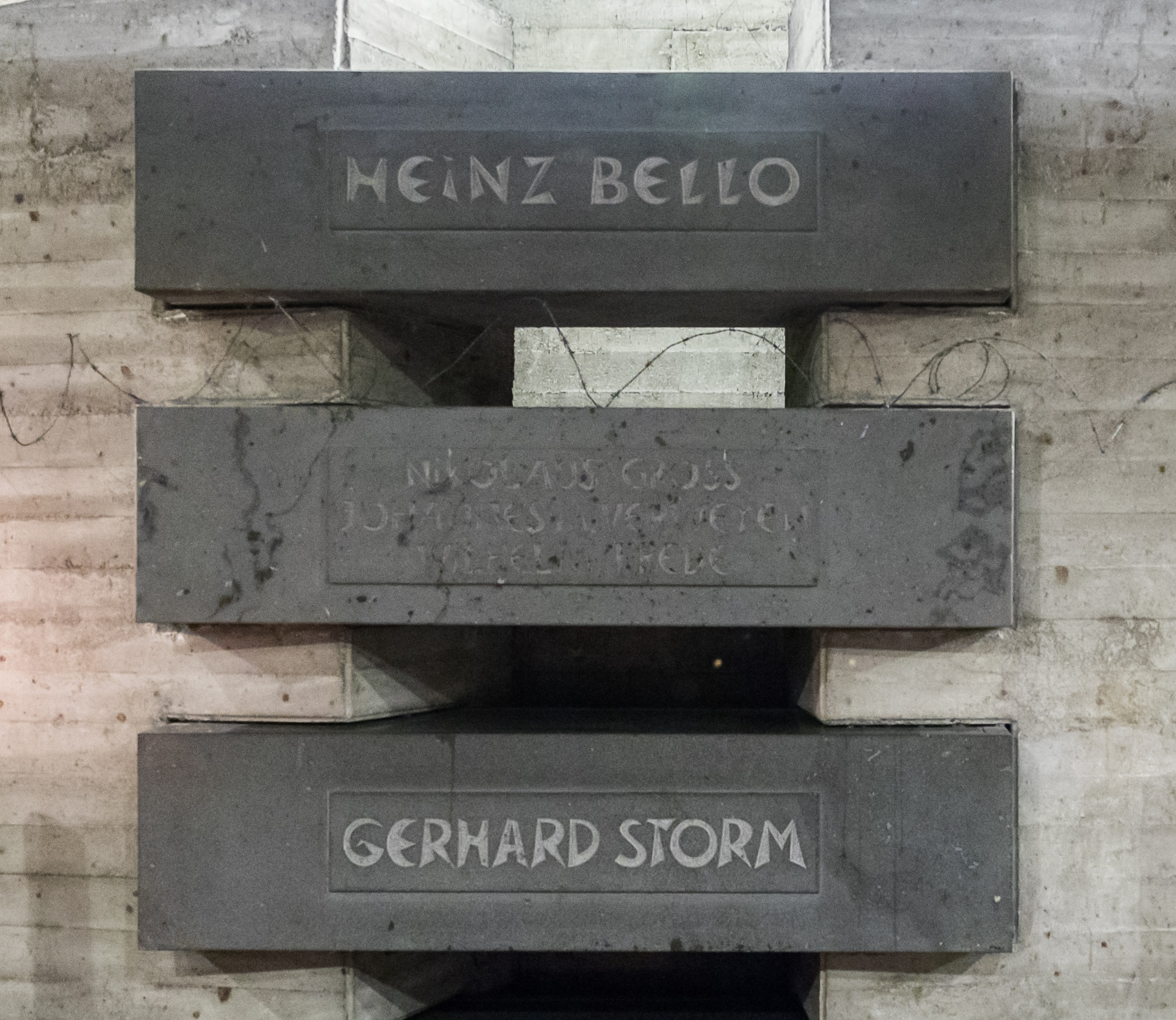
Kenotaph (mittig) für Nikolaus Groß, Johannes Maria Verweyen und Wilhelm Frede in der Krypta von St. Viktor in Xanten.

In der Krypta der Xantener Stiftskirche St. Viktor gibt es einen leeren Sarkophag mit den Namen von drei „Glaubenszeugen“, darunter Groß. Die Grubenlampe Groß’ aus seiner Bergmannszeit steht seit 1967 ebenfalls in dieser Krypta, als „Licht von Xanten“.
Stefan Heucke komponierte Heucke die Musik zu einem Oratorium über das Leben von Nikolaus Groß, zu dem sein Bruder Clemens Heucke das Libretto schrieb. Es wurde am 10. Jahrestag der Seligsprechung, 7. Oktober 2011, in der Mercatorhalle in Duisburg uraufgeführt. Es handelt sich um ein Auftragswerk des Bistums Essen.
Vor seinem letzten frei gewählten Wohnort in der Rheydter Straße (heute Nikolaus-Groß-Straße 6a) in der Kölner Neustadt wurde zur Erinnerung an Nikolaus Groß vom Künstler Gunter Demnig ein Stolperstein verlegt.
Die katholische Kirche hat Nikolaus Groß im Jahr 1999 als Glaubenszeugen in das deutsche Martyrologium des 20. Jahrhunderts aufgenommen.
Im katholischen Gotteslob von 2013 ist im Kölner »Eigenteil« unter Nummer 705,4 der Abschiedsbrief von Nikolaus Groß abgedruckt.